# Sally Andrewsová
Sally Andrewsová, nepřechýleně Andrews (* 1990 ve Wainuiomata, Lower Hutt, Nový Zéland) je novozélandská herečka.
Narodila se ve Wainuiomatě na předměstí Lower Huttu v blízkosti novozélandského hlavního města Wellingtonu. Na divadelních prknech se objevila již ve svých šesti letech, kdy hrála v muzikálu Oliver. Proslavila se však svým filmovým debutem ve snímku Královna a já (Her Majesty) (2001), ve kterém jako jedenáctiletá ztvárnila hlavní roli dospívající dívky Elizabeth Wakefield. Na dotaz, zda se je Elizabeth v něčem podobná, Sally odpověděla: "Myslím si, že ona je silnější než já, ale já jsem také snílek." John Boonstra o jejím výkonu prohlásil: "Sally Andrews je jednoduše úžasná"
Po uvedení filmu Královna a já účinkovala ještě v televizních seriálech Dark Knight (2001) a The Strip (2002) a dětské televizní hře Freky (2002 a 2003). V roce 2004 byla oceněna za debutový herecký výkon na filmovém festivalu v Palm Beach a téhož roku vyhrála ještě cenu pro nejlepší herečku na filmovém festivalu v kalifornském městě San Diego a cenu pro nové hvězdy na filmovém festivalu v Marco Island. Zároveň byla navržena na ocenění za nejlepší herecké vystoupení v kategorii novozélandských dospívajících, a to za svůj výkon ve filmu Královna a já.